# Ectadiosoma
Ectadiosoma és un gènere monotípic d'arnes de la família Crambidae. Conté només una espècie, Ectadiosoma straminea, que es troba a Austràlia, on s'ha registrat a Queensland.